# 中国人民解放军空军乌鲁木齐基地
中国人民解放军空军乌鲁木齐基地，位于新疆维吾尔自治区乌鲁木齐市，隶属中国人民解放军西部战区空军。

## 沿革
1964年11月25日，在新疆乌鲁木齐组建中国人民解放军空军第九军，隶属中国人民解放军兰州军区空军建制。王香雄任军长，于应龙任政委。1975年1月改由空军直接领导。1978年11月1日，改编为中国人民解放军新疆军区空军指挥所。1979年4月16日，改为中国人民解放军乌鲁木齐军区空军指挥所。1985年乌鲁木齐军区撤销，该指挥所改编为中国人民解放军兰州军区空军乌鲁木齐指挥所。1992年4月30日恢复中国人民解放军空军第九军番号。2003年12月缩编为中国人民解放军空军乌鲁木齐指挥所。2011年升格为中国人民解放军空军乌鲁木齐基地。在2016年深化国防和军队改革前，空军乌鲁木齐基地隶属于中国人民解放军兰州军区空军。
2017年4月18日，中共中央总书记、国家主席、中央军委主席习近平在北京八一大楼接见新调整组建的84个军级单位主官，并对各单位发布训令；中共中央政治局委员、中央军委副主席 许其亮宣读习近平主席签发的中央军委关于调整组建军兵种部队和省军区系统军级单位的命令、决定。在这次军级单位调整组建中，新组建中国人民解放军空军乌鲁木齐基地，副军级，隶属中国人民解放军西部战区空军。

## 编制
- 109旅驻昌吉
- 110旅驻乌鲁木齐
- 111旅驻库尔勒
- 112旅驻马兰

## 历任领导

### 空军第九军
| 军长 - 王香雄 少将（1964年10月—1969年12月） - 吴胜凯（1969年12月—1978年1月） - 宋连弟（1978年1月—1978年10月） 副军长 - 范志辉（1964年9月—1966年5月） - 李全春（1964年9月—1968年5月） - 张毅（1968年5月—1978年2月） - 吴胜凯（1968年11月—1969年12月） - 郭子潭（1968年11月—1978年10月） - 赵明（1970年4月—1978年1月） - 方荣辉（1972年6月—1978年10月） - 王绪（1972年10月—1977年10月） - 徐清泉（1973年8月—1977年10月） - 白锡纯（1977年10月—1978年10月） - 马致和（1978年1月—1978年10月） | 政治委员 - 于应龙 大校（1964年10月—1968年4月） - 李全春（1968年5月—1973年3月） - 穆博彦（1970年4月—1974年1月，第二政治委员；1974年1月—1978年2月，政治委员） - 李刚（1974年1月—1978年10月，第二政治委员） 副政治委员 - 穆博彦（1968年5月—1970年4月） - 张思聪（1973年2月—1978年10月） - 张静波（1975年12月—1978年10月） |

| 参谋长 - 李全春（1964年9月—1968年5月，副军长兼） - 吴胜凯（1968年11月—1969年8月，副军长兼） - 齐国光（1969年8月—1972年10月） - 王绪（1972年10月—1977年10月，副军长兼） | 政治部主任 - 穆博彦（1964年9月—1968年5月） - 陈冠（1968年5月—1972年10月） - 韩铁良（1972年10月—？） |

### 空军乌鲁木齐指挥所
| 主任 - 宋连弟（1978年11月—1979年4月，新疆军区空军指挥所主任；1979年4月—1983年5月，乌鲁木齐军区空军指挥所主任） - 由光宇（1983年5月—1985年8月，乌鲁木齐军区空军指挥所主任） - 刘顺尧 空军少将（1985年8月—1990年6月） - 韩吉堂 空军少将（1990年6月—1993年1月） | 政治委员 - 李刚（1978年10月—1979年4月，新疆军区空军指挥所政治委员；1979年4月—1980年10月，乌鲁木齐军区空军指挥所政治委员） - 杨永斌（1980年10月—1983年5月，乌鲁木齐军区空军指挥所政治委员） - 杨英昌（1983年5月—1985年8月，乌鲁木齐军区空军指挥所政治委员） - 臧穗 空军少将（1985年8月—1993年1月） |

### 空军第九军
| 军长 - 曹玉臣 空军少将（1993年1月—1996年4月） - 方殿荣 空军大校（1996年4月—2000年6月） - 苟新华 空军少将（2000年6月—2001年11月） - 张建平 空军少将（2001年11月—2003年12月） 副军长 - 杨振生（1993年1月—1995年3月） - 张东盛（1993年1月—1995年3月） - 郑诗坤（1994年4月—2001年11月） - 苟新华（1994年6月—1997年10月） - 王永才（1998年6月—2001年1月） - 钟万富（2001年1月—2003年12月） - 杜恒元（2002年2月—2003年12月） | 政治委员 - 邓昌友 空军少将（1993年1月—1996年7月） - 任成深 空军少将（1996年7月—1997年6月） - 李恩 空军少将（1997年6月—2002年2月） - 王祥富 空军少将（2002年2月—2003年12月） 副政治委员 - 李宝琪（1993年2月—1995年3月） - 任成琛（1995年10月—1996年7月） - 李恩（1996年7月—1997年6月） - 周光富（1997年6月—2003年12月） |

| 参谋长 - 钟万富（1998年10月—2001年1月） - 杨立仁（2001年1月—2003年12月） | 政治部主任 - 李恩（1993年1月—1996年7月） - 王祥富（1996年7月—2002年2月） - 林红松（2002年2月—2003年12月） |

### 空军乌鲁木齐指挥所
| 司令员 - 杨立仁 空军大校（2003年12月—2008年12月） - 申龙洙 空军大校（2008年12月—2011年） | 政治委员 - 林红松 空军大校（2003年12月—2004年3月） - 李德林 空军大校（2004年3月—2007年） - 钟卫国 空军大校（2007年—2011年） |

### 空军乌鲁木齐基地
| 司令员 - 申龙洙 空军少将（2011年—2014年） - 刘克东 空军少将（2014年—2014年12月） - 亢卫民 空军少将（2014年12月—2017年） - 刘文起 空军少将（2017年4月—） | 政治委员 - 李峰 空军少将（2011年—2015年） - 曹润德 空军少将（2015年—2017年） - 陶大鹏 空军少将（2017年4月—） |